# نيت روتس نيشن
يُعد نيت روتس نيشن مؤتمرًا سياسيًا للناشطين السياسيين التقدميين في أمريكا. نظمه أصلًا قُرّاء وكُتاب المدونة الليبرالية السياسية ديلي كوس. وحمل اسم ييرلي كوس سابقًا، ثم أُعيدت تسميته في عام 2007 ليصبح نيت روتس نيشن. يعكس الاسم الجديد مساهمة أوسع من جمهور قاعدة النشطاء وعمال الحملات والمتطوعين، بالإضافة إلى قادة الفكر ومبتكري تقنيات المراسلة والمسؤولين المنتخبين محليًا وإقليميًا ودوليًا. يقدم المؤتمر برنامجه في فترة ثلاث أيام، ويتضمن حلقات نقاش حول القضايا السياسية والاجتماعية البارزة ودورات تدريب لدعم المزيد من النشاط الفعال، ناهيك عن الخطابات الرئيسية التي يلقيها متحدثين ذوي مكانة وطنية رفيعة، وتجري أحداثه في صالة عرض، ويتيح فرصًا للتواصل وللفعاليات الاجتماعية. يجذب الحدث نحو 3000 مشارك.

## المؤتمر المنعقد مؤخرًا
عُقد مؤتمر نيت روتس نيشن في 11-13 يوليو/تموز في فيلادلفيا، بنسلفانيا في مركز بنسلفانيا للمؤتمرات.

## المؤتمرات السابقة

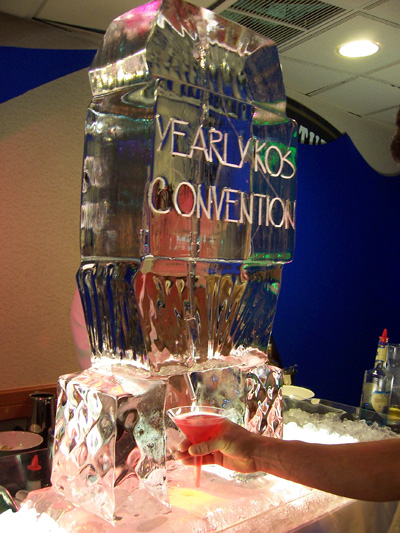
النحت على الجليد في المؤتمر الأول

### 2006
عُقد مؤتمر ييرلي كوس أول مرة في لاس فيغاس في فندق وملهى ريفييرا، في الفترة 8-11 يونيو/حزيران، 2006. حضر المؤتمر 1200 شخص، وضم ديمقراطيين بارزين مثل هاري ريد وهوارد دين وباربرا بوكسر، بالإضافة إلى ثلاثة منافسين محتمَلين في الانتخابات الديمقراطية التمهيدية: الجنرال المتقاعد ويسلي كلارك، وبيل ريتشاردسون حاكم نيوميكسيكو، ومارك وارنر حاكم فيرجينيا السابق.
استضاف المؤتمر لجانًا ومجموعات نقاش الدائرة المستديرة، وكذلك تجمعات أخرى من النشطاء وأعضاء وسائل الإعلام والمسؤولين المُنتَخبين. قدمت العديد من المجموعات دورات تدريبية من ضمنها مجموعتي الديمقراطية لأمريكا ومركز التقدم الأمريكي. بثت شبكة سي- سبان العديد من حلقات نقاش هذا المؤتمر.
حصل المؤتمر على تغطية كبيرة في وسائل الإعلام التقليدية، ومن ضمنها مقالة في صحيفة نيويورك تايمز وكُتب فيها أن هذا الحدث «في طريقه ليحظى بالدائرة الديمقراطية السياسية التي يحظى بها معرض ولاية آيوا».

### 2007
عُقد مؤتمر ييرلي كوس عام 2007 في مركز مؤتمرات مكورميك بليس في شيكاغو، إيلينوي في الفترة 2-5 أغسطس.
حضر المؤتمر سبعة من أصل ثمانية مرشحين ديمقراطيين للرئاسة، وساهموا في الندوات التي يديرها المدونون. هؤلاء المرشحون هم هيلاري كلينتون وكريس دود وجون إدواردز ودينيس كوسينيتش وباراك أوباما وبيل ريتشاردسون. ومن اللافت للنظر في هذا الحدث أن هيلاري كلينتون رفضت الانضمام إلى جون إدواردز وباراك أوباما في التعهد لوقف أخذ الأموال من جماعات الضغط في واشنطن.
عقد المرشحون جلسات جانبية فردية قبل المناقشات وبعدها.
ناشدت وسائل الإعلام بظهور نيت روتس في الخطابات السياسية، فوفقًا لمنبر شيكاجو «يمكن للمدونين الليبراليين اعتبار طرق حضورهم محتسبة في السباق الرئاسي.» وتوقعت وسائل الإعلام تأثير نيت روتس ما بعد 2008، إذ صرحت كريس سيليزا من صحيفة واشنطن بوست «يبدو أن نيت روتس ظهرت لتبقى. فهدفت معظم النقاشات في مؤتمر هذا العام لتحديد ما يجب أن تفعله المجموعات في عام 2008 وما بعده عوضًا عن تحديد المجموعة.»
كان متوقعًا أن يحضر المؤتمر رئيسة مجلس نواب الولايات المتحدة  نانسي بيلوسي، وزعيم الأغلبية في الكونجرس هاري ريد، ولم تتمكنا من ذلك بسبب التفاوت في الأصوات. وفي ليلة السبت من المؤتمر، أجازت رئيسة مجلس النواب قانون مراقبة الاستخبارات الخارجية لتوسيع سلطات الرئيس جورج بوش الرقابية.

### 2008
بعد إعادة تسمية المؤتمر ليصبح نيت روتس نيشن ليعكس التأثير المتنامي وعضوية نيت روتس كمجتمع من المصالح التي تتجاوز قُراء مدونة ديلي كوس. عُقد مؤتمر عام 2008 في أوستن، تكساس في مركز مؤتمرات أوستن أثناء 17-20 من تموز/يوليو. من أبرز المتحدثين في مؤتمر عام 2008 رئيسة مجلس النواب نانسي بيلوسي، وانضم إليها آل جور على منصة النقاش كضيف المفاجأة، والذي ناقش فيلمه الجديد، الحقيقة المزعجة، في ظل آثار التغير المناخي المدمرة.
كان من ضمن المتحدثين البارزين الحاكم هوارد دين، وهارولد فورد ولورنس ليسيغ وفان جونس والنائبة دونا إدوارد.
وفي ليلة السبت، أعلنت جينا كوبر عن انتهاء عهدها كمديرة نيت روتس نيشن.

### 2009
في عام 2009، عُقد مؤتمر نيت روتس في مركز مؤتمرات ديفيد لورنس في بيتسبرغ، في الفترة 13-16 أغسطس. اختيرت بيتسبرغ جزئيًا لدورها القيادي في تكنولوجيا ليد المعتمدة للمباني الخضراء، فضلًا عن احتوائها على مساحات مباني خضراء أكثر من أي مدينة في الدولة. ومن الأسباب الأخرى لاختيار بيتسبرغ هو تاريخها الحافل في مجال اتحاد العمال. وكان الرئيس بيل كلينتون من المتحدثين البارزين، كذلك فاليري جارت وحاكم فيرمونت السابق هوارد دين والأمين العام للاتحاد الدولي لجهاز الموظفين آنا برغر وحاكم نيوجيرسي السابق جون كورزاين دين بيكر. واحتدم النقاش بين مرشح بنسلفانيا لمجلس الشيوخ النائب جو سيستاك والسيناتور أرلين سبيكتور.
كان الرئيس الأمريكي السابق بيل كلنتون المتحدث الرئيسي في المؤتمر. وتصدر الحدث عناوين الصحف الرئيسية عندما تنازلت القيادة الديمقراطية عن «الخيار العام» أثناء نقاش الرعاية الصحية، والذي تحدث فيه هوارد دين بقوة عن إعادة نظر الحزب في هذه القضية لا التسوية بشأنها. وتصدر الرئيس السابق بيل كلينتون عناوين الصحف الرئيسية أيضًا في بيتسبرغ عندما رد على سؤال فوجئ به أثناء خطابه، بخصوص حقوق المثليين والعسكريين. إذ مازح كلينتون الشخص الذي سأل من الجمهور قائلًا «هل تعلم أنه يجب عليك حضور أحد اجتماعات الرعاية الصحية لمجلس الشيوخ» واستمر في حديثه قائلًا بأن تطبيق السياسة لم يكن كما يتصور وأنه من المضحك إنفاق 150000 دولار «للتخلص من مترجم عربي» والسماح ل130 مجند ومجندة عُرفوا بمثليتهم بالخدمة في حرب الخليج إلى أن طردوا جميعًا.

### 2010
عُقد مؤتمر نيت روتس نيشن لعام 2010 في وادي لاس فيغاس في فندق وملهى ريو أول سويت. حضر المؤتمر قرابة 2200 ناشط. غطى الحدث ما يزيد عن مئتي وسيلة إعلام دولية من ضمنها شبكة سي إن إن، ويونيفيجن وبوليتيكو وغيرها الكثير.
عقدت نحو 70 جلسة حوارية وعروض وحملات أكاديمية و30 دورة تدريبية عملية. نُظمت هذه الدورات بمساعدة الحزب الديمقراطي الأمريكي، وضمت محترفين من العديد من المنظمات والمنشورات في مجال الحركة التقدمية. كان هناك سبع جلسات رئيسية إلى جانب الجلسات الحوارية والتدريب، اثنتان منها عبارة عن جلسات أسئلة وإجابات: اسأل المتحدث رئيس مجلس النواب نانسي بيلوسي، واسأل القائد زعيم الأغلبية في الكونجرس هاري ريد. كانت أحد اللحظات الجديرة بالذكر عندما تحدى الملازم السابق دان تشوي (والذي سُرِّح من الخدمة لكونه مثليًا) السيناتور ريد لإلغاء سياسة لا تقُل، لا تسأل.
اشتملت قائمة المتحدثين البارزين على نانسي بيلوسي وزعيم الأغلبية هاري ريد والسيناتور آل فرانكين، وإيليزابيث وارين والحاكم برايان شوايتزر وإد شولتز والسيناتور جيف ميركلي والسيناتور بين كاردن والسيناتور توم أودال والنائب آلان غرايسون والنائب راؤول جريجالفا والنائب جاريد بوليس والنائب دونا إدواردز والنائب جيرولد نادلر وفان جونز وريتش ترومكا وتيم وايز وليز وينستيد وماجورا كارتر وماركوس موليتساس وتاريل كلارك وبيل هالتر وفايدرا إليس لامكينز، وجيرالد مكنتي وإليسيو ميدينا. جادل السيناتور فرانكين أثناء خطابه معارضًا دمج وسائل الإعلام وقوانين مبدأ حياد الشبكات. وقال: «إن لم نحمِ حيادية الشبكات الآن، فكم برأيكم سنستغرق من الوقت قبل أن تبدأ شبكات كومكاست-إن بي سي يونيفيرسال أو فيرازيون- سي بي إس فايكوم أو أي تي اند- أي بي سي دايركت تي في أو هاليبرتون- وول مارت- فوكس- دومينوز بيتزا، بتفضيل محتواها على محتوى أي شخص آخر؟».